# 皮拉尼
皮拉尼（Pilani），是印度拉贾斯坦邦金基农县的一个城镇。总人口26219（2001年）。

## 人口
该地2001年总人口26219人，其中男性13598人，女性12621人；0—6岁人口3549人，其中男1861人，女1688人；识字率68.76%，其中男性为79.34%，女性为57.36%。